# Edmundo Acácio Soares Moreira
Edmundo Acácio Soares Moreira (22 de agosto de 1899 — 18 de junho de 1986) foi um escritor brasileiro.
      
É patrono da cadeira 29 da Academia Catarinense de Letras.
Formado em direito pela Faculdade de Direito do Rio de Janeiro em 1924. Secretário da primeira Diretoria da Faculdade de Direito de Santa Catarina, da qual foi um dos fundadores em 1932, e seu professor. Liderou a fundação do Instituto dos Advogados de Santa Catarina-IASC, presidindo-o em dois períodos: 1931 a 1932, e 1954 a 1955. Advogado militante (sua inscrição estadual era a de nº 03), presidiu a Ordem dos Advogados do Brasil, seccional de Santa Catarina, no período de abril de 1954 a abril de 1957.
Foi um dos instituidores da Fundação José Arthur Boiteux. Reconhecido na comunidade acadêmica pelo extraordinário conhecimento jurídico que possuía e pela didática com que o retransmitia aos discentes.